# Geschiedenis van Zuid-Italië

Mezzogiorno (donkerbruin)

Dit is de geschiedenis van Zuid-Italië vanaf de klassieke oudheid tot de eenmaking van Italië. De geschiedenis van de Mezzogiorno is door de eeuwen heen veelal verschillend geweest met de geschiedenis van het noorden, vandaar dit overzicht.

## Klassieke oudheid

### Magna Graecia

#### Siciliaanse oorlogen
Tijdens de Siciliaanse oorlogen (480-307 v.Chr.) veroverde Carthago een derde van Sicilië op Syracuse

#### Pyrrhische oorlogen
Nu was er op het Apennijnse schiereiland geen macht meer die Rome kon tegenhouden. Enkele Griekse stadstaten in Zuid-Italië onder leiding van Tarente probeerden hun onafhankelijkheid te verdedigen door zich te verbinden met de Griekse koning Pyrrhus van Epirus.
Nadat Pyrrhus enkele overwinningen had geboekt, in de Slag bij Heraclea (280 v.Chr.) en de Slag bij Asculum (279 v.Chr.), die zo kostbaar waren dat het spreekwoordelijk geworden pyrrusoverwinningen waren, werd deze echter in 275 v.Chr. definitief verslagen in de Slag bij Beneventum. Hiermee was Rome onbetwist meester van het Apennijns Schiereiland.

#### Eerste Punische Oorlog (264-241 v. Chr.)
Tijdens de Eerste Punische Oorlog verloor Carthago, Sicilië, Sardinië en Corsica aan de Romeinen. De uitzondering was het rijk van Hiëro II van Syracuse (269 – 215), dat ongeveer een kwart van het eiland besloeg. Hiëro was de laatste, maar een van de knapste tirannen van Syracuse, en zeker de meest humane. Door zijn handige diplomatie had hij een bondgenootschap met de Romeinen kunnen sluiten, en daarvan kon Syracuse profiteren om opnieuw voorspoed en luister te verwerven. Maar toen de stad na zijn dood even de zijde van Carthago koos (ontmoedigd door de Romeinse nederlaag bij Cannae), keerde Rome zich onverwijld tegen zijn vroegere bondgenoot.
Na een langdurige belegering dankzij de verdedigingswerken van Archimedes, werd Syracuse uiteindelijk in 212 door verraad ingenomen en aan een vreselijke plundering blootgesteld.

### Romeinse Rijk
Sicilië werd de eerste overzeese provincie van het Romeinse Rijk, en de rijkdom aan landbouwproducten (hoofdzakelijk graan) maakte het eiland voor de veroveraars zeer kostbaar. De graanbouw werd uitgebreid door een sterke immigratie vanuit Italië: vele Romeinen kochten er grote landgoederen (latifundia). Sicilië zou Rome’s voornaamste graanleverancier blijven, totdat, onder Augustus, Alexandria et Aegyptus die rol zou overnemen. De slechte arbeidsomstandigheden op het grootgrondbezit leidden echter tot verwoestende slavenoorlogen (136 tot 132 v.Chr. en 104 tot 99 v.Chr.). Ook de vrije bewoners van Sicilië waren meer dan eens verbitterd over de afpersingen van corrupte stadhouders (vb. Verres). In de Keizertijd verbeterde het bestuur enigszins; de Romeinse keizers werden grote landeigenaars op het eiland, dat door de stichting van vele kolonies steeds meer geromaniseerd werd.

### Vandaalse Rijk

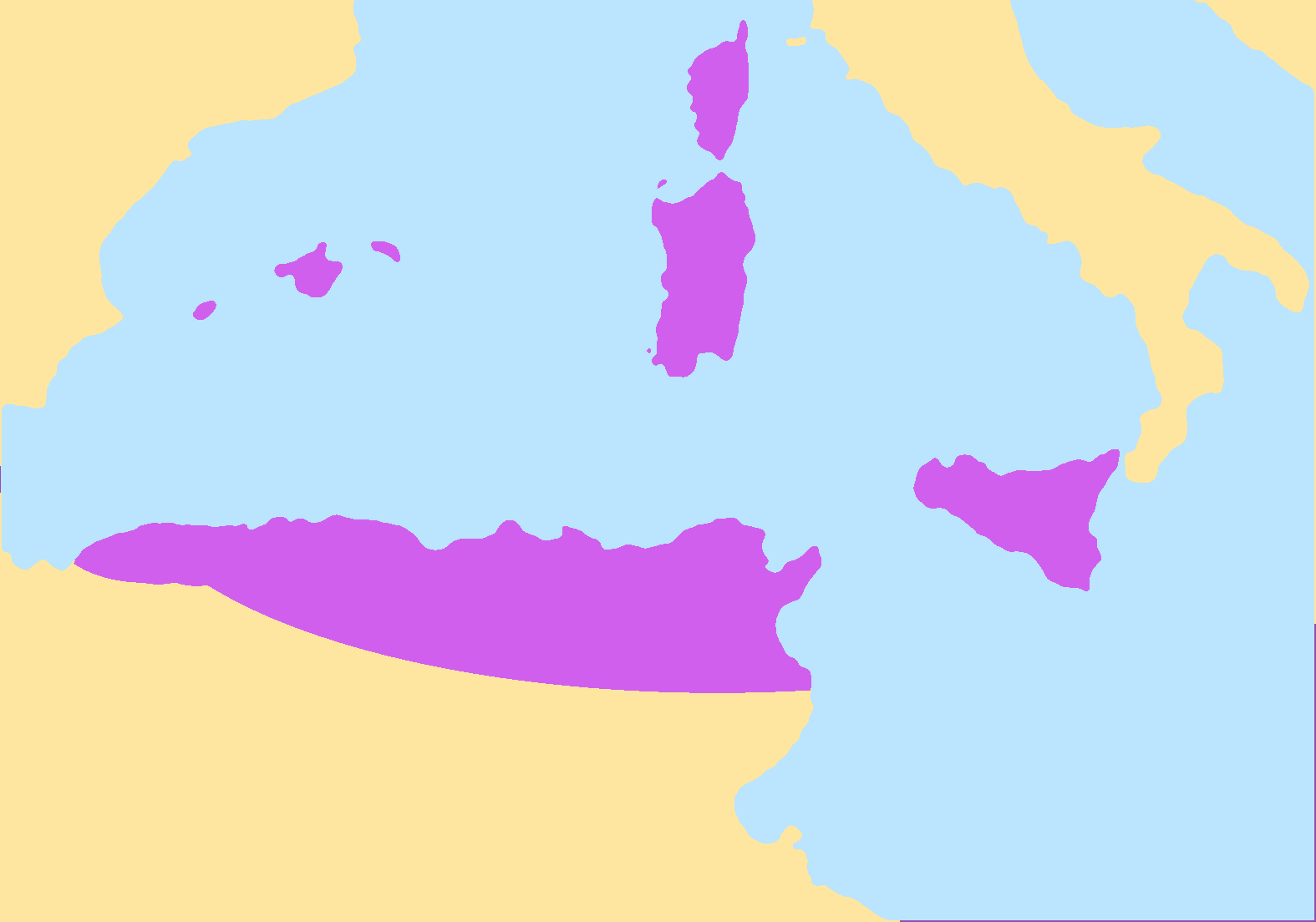
Vandaalse rijk in zijn grootste omvang onder koning Geiserik

Met de verhuizing van de West-Romeinse keizers naar Ravenna (402) en de Plundering van Rome (410) door de Visigoten, begon de zwanenzang van het West-Romeinse Rijk
De geschiedenis van de Vandalen tot aan koning Genserik is het een verhaal van een volk op de vlucht. Hun oorsprong ligt in Noord-Europa en ze werden meegevoerd als gevolg van de Grote Volksverhuizing door heel Europa tot ze in de provincia Hispania Baetica belandden (422) onder leiding van hun koning Gunderic, achterna gezeten door de Visigoten. Met hulp van comes Bonifatius kon Genserik met de resterende (ongeveer 80.000) Vandalen de oversteek maken naar Tanger in 429. De bedoeling van Bonifatius was om de Vandalen naar Mauretania te sturen, maar zodra zij over Straat van Gibraltar waren, wezen ze elke vorm van controle af en marcheerden ze al plunderend oostwaarts, richting Carthago. Na de verovering van Carthago (439) werd dit de hoofdstad van het Vandaalse rijk.
Terwijl magister militum Flavius Aëtius, Gallië probeerde onder controle te krijgen, veroverde Genserik in 440 Sicilië, Sardinië en Corsica. Om erger te voorkomen, beloofde keizer Valentinianus III, zijn dochter Eudocia als vrouw voor de zoon van Genserik, Hunerik.

## Middeleeuwen

### Koninkrijk Italië
In 477 veroverde Odoaker, Sicilië op de Vandalen.

### Byzantijnse Rijk
Keizer Justinianus I van het Byzantijnse Rijk had het ambitieuze plan om de Mare Nostrum te herstellen. Nadat hij het Vandaalse Rijk had veroverd, richtte hij zijn pijlen op het Ostrogotische Rijk. In 535 veroverde generaal Belisarius Sicilië, het begin van de Gotische Oorlog (535-554). Het jaar erop veroverde hij Napels.
Toen Ravenna werd veroverd door de Lombarden in het midden van de 6e eeuw, werd Syracuse de belangrijkste westelijke buitenpost. Latijn werd geleidelijk verdrongen door de Griekse taal en de Griekse riten van de Oosterse Kerk werden aangenomen.
Nadat de Byzantijnse keizer Constans II zijn broer Theodosius had laten vermoordden, vluchtte hij van de hoofdstad Constantinopel naar Syracuse in Sicilië (663), en had de idee om van Syracuse, de nieuwe hoofdstad te maken van het Byzantijnse Rijk. Het jaar daarop viel hij het Lombardische Hertogdom Benevento binnen en bezette het grootste deel van Zuid-Italië. Zijn onrealistische plannen kostten uiteindelijk zijn leven. Hij werd vermoord in 668 en werd opgevolgd door zijn zoon Constantijn IV.
Vanaf de late 7de eeuw, vormde Sicilië samen met Calabria het Byzantijnse Thema van Sicilië.

### Emiraat Sicilië
Tijdens de regering van Michaël II Psellos speelden de Byzantijnen het eiland Kreta (824) en Sicilië  kwijt aan de Arabieren uit Noord-Afrika. Palermo werd hun hoofdstad. De verovering van het eiland zou echter nog vele decennia duren en Taormina, het laatste grote Byzantijnse bolwerk, viel pas in 902.
Vanaf Sicilië voerden de Arabieren regelmatig plundertochten uit naar het vasteland van Zuid-Italië. De Byzantijnse stad Bari werd eind 840 of begin 841 voor het eerst aangevallen door Arabische en Berberse troepen en door hen kortstondig bezet. In 847 werd het Emiraat Bari gesticht. In 871 konden de Byzantijnen, Bari terug heroveren en richtten Katapanaat van Italië op.
Begin de 10de eeuw werd Noord-Afrika veroverd door de sjiitische Fatimiden. In 917 namen ze het beleid van het eiland over van de Aghlabiden.
In 982 deed Keizer Otto II een poging om Zuid-Italië te veroveren, maar na de zware nederlaag tegen de Saracenen in de slag van Crotone, moest hij zich terugtrekken.
Het Emiraat Sicilië raakte in verval ten gevolge van dynastieke twisten, die leidden tot de verdeling van het land in leengoederen. Vanaf het jaar 1000 kwamen er steeds meer Normandische huurlingen naar Zuid-Italië om de moslims te verdrijven. Na jaren strijd hadden zij het gehele vasteland van Zuid-Italië in bezit. Paus Nicolaas II zag de Normandiërs als een bedreiging, maar nadat de laatstgenoemden er in waren geslaagd om een pauselijk leger te verslaan, koos Nicolaas II eieren voor zijn geld en verhief in juli 1059 de Normandiër Robert Guiscard tot hertog van Apulië, Calabrië en Sicilië, dat eerst nog op de moslims veroverd moest worden.

### Normandiërs

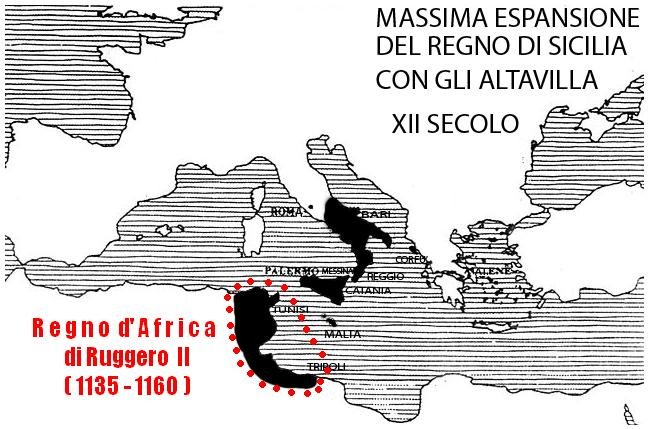
Regno d'Africa in het rood van Roger II

In 1042 stichtte Willem met de IJzeren Arm, het Graafschap Apulië en Calabrië en in 1059 werd Robert Guiscard tot hertog verheven.
Paus Anacletus II kroonde Rogier II van Sicilië in 1130 tot koning. Zijn vloot was een van de sterkste in de Middellandse zee. Onder het bevel van zijn admiraal Joris van Antiochië maakte Rogier II grote veroveringen op de Afrikaanse kust en plunderde hij de kusten van Byzantium.
Zijn land werd een haven van godsdienstvrijheid en een centrum van kennis en wetenschap.  Vandaag wordt hij nog altijd herinnerd voor zijn Arabisch-Normandische kunststijl.

### Hohenstaufen
Keizer Frederik I Barbarossa had grote ambities om zijn gezag in Italië te versterken, Zo wilde hij de steden het foedrum laten betalen (een feodale schatplicht), en de steden en vorsten van Italië strakker aan de keizerlijke kroon binden. In het noorden ging hij de strijd aan met de Lombardische Liga, hij hield zich persoonlijk bezig met de pausverkiezingen en in het zuiden van Italië wist Barbarossa ervoor te zorgen dat zijn zoon, de latere keizer Hendrik VI, trouwde met Constance van Sicilië, de erfdochter van Sicilië. Dit huwelijk vond, na een verloving van twee jaar, in 1186 plaats in Milaan. Hendrik wist Sicilië in 1194 uiteindelijk op de Normandiërs in te nemen en zorgde er zo voor dat Italië weer (even) een politieke eenheid werd.
Keizer Frederik II, een telg van Zuid-Italië, schopte het tot Heilig-Rooms Keizer. Hij had het voortdurend aan de stok met de Pausen en werd ook tweemaal geëxcommuniceerd. Zijn zonen Koenraad en Manfred hadden het niet beter. Manfred stierf tijdens de Slag bij Benevento in 1266 en hierbij eindigde de dynastie van de Hohenstaufen in Sicilië.

### Anjou en Aragon
Voor zijn bewezen diensten werd Karel van Anjou door paus Clemens IV aangesteld als koning van Sicilië en Napels. Karel verloor Sicilië weer aan Aragón in 1282 maar hij behield Napels. Zijn nakomelingen bleven op de troon van Napels tot 1435. De Siciliaanse Vespers leverde twee nieuwe koninkrijken op, het Koninkrijk Sicilië en het Koninkrijk Napels. Het Verdrag van Villeneuve (1372) was de formele erkenning van de opdeling.
De kinderloze Johanna I van Napels werd in 1382 vermoord door haar geadopteerde zoon Karel van Durazzo. Karel was getrouwd met zijn nicht Margaretha van Durazzo en hadden een dochter Johanna II van Napels. De tak Huis Valois-Anjou ging in verzet.
Ook Johanna II was kinderloos en de intriges om de troonopvolging in Napels sleurde geheel Italië en Spanje in de affaire mee. Het werd een strijd tussen het Huis Trastámara en het Huis Valois-Anjou, tussen tegenpaus Benedictus XIII en Paus Martinus V, tussen Filippo Maria Visconti en Francesco Sforza. Uiteindelijk kwam de titel in handen van de zwakke René I van Anjou, die niet voorbestemd was om te regeren.
In 1442 palmde Alfons V van Aragón, Napels in en Sardinië in 1446.

## Nieuwe Tijd

### Italiaanse Oorlogen
Na de dood van Ferdinand I van Napels in 1494 eiste Karel VIII van Frankrijk de kroon van Napels op, op basis van de Valois-Anjou lijn. Dit betekende het begin van de Italiaanse Oorlog (1494-1498), maar dit liep uit in een fiasco voor Karel.
Zijn zwager Lodewijk XII van Frankrijk zag het nog veel groter en eiste het Hertogdom Milaan en het Koninkrijk Napels op. Nu brak de Italiaanse Oorlog (1499-1504) uit. Lodewijk veroverde Milaan en Ferdinand II van Aragon behield Zuid-Italië.
Met de Vrede van Madrid in 1526 werd er een punt gezet achter de ambitie van de Franse kroon op het Koninkrijk Napels.

### Spaanse Habsburgers
Met de dood van Ferdinand II kwam Zuid-Italië in de handen van de Spaanse Habsburgers, beginnende met Keizer Karel.

### Vrede van Utrecht en gevolgen
De Vrede van Utrecht (1713), die kwam na de Spaanse Successieoorlog zal grote gevolgen hebben voor Zuid-Italië in de 18de eeuw. Lodewijk XIV van Frankrijk slaagde erin zijn kleinzoon Filip op de Spaanse troon te krijgen, maar niet in het verkrijgen van alle Spaanse bezittingen.
Het koninkrijk Napels ging naar de Oostenrijkse Habsburgers en voor bewezen diensten kreeg Victor Amadeus II van Savoy het koninkrijk Sicilië.
Elisabetta Farnese, de tweede vrouw Filip V van Spanje, had de ambitie alle Spaanse bezittingen in Italië terug te winnen. In 1717 viel Spanje het Koninkrijk Sardinië en later het Koninkrijk Sicilië binnen, het begin van de Oorlog van de Quadruple Alliantie. Bij het Verdrag van Den Haag (1720) werd bepaald, dat hertog Victor Amadeus II, het koninkrijk Sicilië zou ruilen voor het Koninkrijk Sardinië, met Oostenrijk.

## Beide Siciliën

### Oostenrijkse Habsburgers
De strijd tussen de Habsburgers en de Bourbons hernam in de Poolse Successieoorlog (1733-1738). Het Verdrag van Wenen (1738) bepaalde dat de Bourbons, Napels en Sicilië kregen in ruil voor het Groothertogdom Toscane, dat naar de Habsburgers ging.

### Bourbons en Bonapartes
De eerste Bourbon koning was Karel, de zoon van Filips V van Spanje en Elisabetta Farnese. Toen Karel in 1759 koning werd van Spanje, kreeg zijn minderjarige zoon Ferdinand de titel.
Ferdinand at uit de handen van zijn echtgenote Maria Carolina van Oostenrijk, de oudere zus van Marie Antoinette van Oostenrijk, echtgenote van Lodewijk XVI van Frankrijk. Na de onthoofding van Lodewijk en Marie Antoinette sloot Ferdinand zich aan bij de Eerste Coalitieoorlog tegen het revolutionaire Frankrijk. Tijdens de Franse mediterrane veldtocht van 1798, de Expeditie van Napoleon naar Egypte en de Slag bij de Nijl landde Horatio Nelson in Napels. Maria Carolina wist Ferdinand te overhalen om ten strijde te trekken tegen Frankrijk. Hij trok op tegen de Fransen en marcheerde op 29 november Rome binnen, maar nadat enige van zijn militairen werden verslagen, haastte hij zich terug naar Napels. Toen de Fransen naderden vluchtte hij aan boord van Nelsons schip de HMS Vanguard naar Sicilië en liet Napels in chaos achter.
Ondanks hevige tegenstand van de koningsgezinde lazzaroni bezetten de Fransen met hulp van de adel en de bourgeoisie de stad en vestigden op 23 januari 1799 de Parthenopeïsche Republiek. De revolutie was van korte duur en in juni wist het leger Napels te heroveren.
Ferdinand sloot zich ook aan bij de Derde Coalitieoorlog. Na de Franse overwinning bij Austerlitz op 2 december 1805, kon Napoleon een leger naar Zuid-Italië zenden. Ferdinand vluchtte op 23 januari 1806 overhaast naar Palermo. Napoleon verklaarde de Napolitaanse kroon van het huis van Bourbon vervallen en maakte zijn broer Jozef Bonaparte koning van Napels en Sicilië. Ferdinand bleef echter onder Britse bescherming regeren over Sicilië. In 1808 werd Jozef Bonaparte vorst van Spanje en werd vervangen door de zwager van Napoleon, Joachim Murat (1808-1815).
Op 22 juni 1815 verloor Napoleon de Slag bij Waterloo en Murat vluchtte naar Corsica. Van daaruit trachtte hij in september nog zijn oude koninkrijk binnen te vallen, maar hij werd bij zijn landing in Calabrië gevangengenomen. Joachim Murat werd ter dood veroordeeld en op 13 oktober 1815 gefusilleerd.

### Koninkrijk der Beide Siciliën
Ferdinand kreeg al zijn rechten terug en het nieuwe Koninkrijk der Beide Siciliën werd in 1816 opgericht.
De Sicilianen en de paus protesteerden tegen de verandering. De paus zag dat zijn theoretische suzereiniteit (opperleenheerschap) werd genegeerd en de inwoners van Sicilië zagen hun autonomie verloren gaan. Een door de Carbonari georganiseerde volksopstand in 1820 dwong Ferdinand een grondwet aan te nemen, maar na het Congres van Laibach in 1821 kreeg hij zijn absolute macht weer terug.
Ferdinand en zijn opvolgers zouden op despotische wijze blijven regeren tot 1860, toen een opstand geleid door Giuseppe Garibaldi en gesteund door het Koninkrijk Sardinië een einde maakte aan de heerschappij van koning Frans II. In 1861 viel Frans' laatste fort Gaeta. Zijn rijk werd samengevoegd met Sardinië en vormde het nieuwe Koninkrijk Italië. Victor Emanuel II van Sardinië werd de eerste koning van het verenigde Italië.